# Корона (футбольный клуб, Варшава)
«Корона» (пол. Korona) — польский футбольный клуб из Варшавы, основанный в 1909 году в рамках Варшавского спортивного кружка. Является старейшим футбольным клубом Варшавы. В 1922 году он слился с «Легией», а в 1924 году был восстановлен как футбольная секция Варшавского общества велосипедистов. В знак протеста против образования Польской лиги он был расформирован в 1928 году. Воссоздание клуба состоялось только в 2011 году: он выступает в Варшавской группе Мазовецкого футбольного союза (класс B чемпионата Польши, 9-й ярус в Системе футбольных лиг Польши).

## Выступления

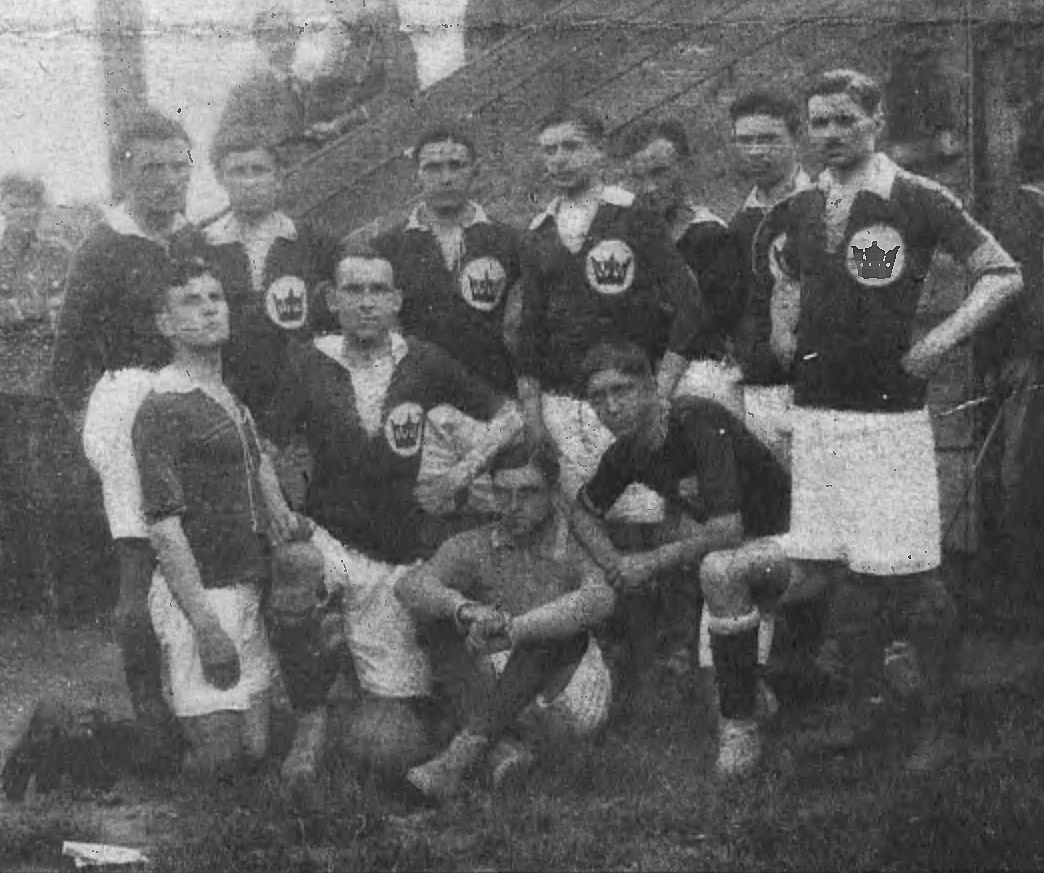
Команда в 1919 году

### Чемпионат Польши
- 1921 — варшавский Класс A, 2-е место
- 1922 — варшавский Класс A, 3-е место
- 1924—1925 — не участвовал в соревнованиях
- 1926 — варшавский Класс A, 5-е место
- 1927 — варшавский Класс A, 4-е место (выступал против создания Польской лиги)
- 1928—2011 — расформирован и не участвовал в розыгрышах
- 2012 — Класс B, группа Варшава I, 5-е место[2]
- 2013 — Класс B, группа Варшава I, 8-е место[3]
- 2014 — Класс B, группа Варшава I, 4-е место[4]
- 2015 — Класс B, группа Варшава I, 3-е место[5]
- 2016 — Класс B, группа Варшава I, продолжает выступления[6]

### Кубок Польши
- 2013/2014 — выбыл во втором раунде Варшавской группы Мазовецкого футбольного союза[7]
- 2014/2015 — не участвовал
- 2015/2016 — выбыл в первом раунде Варшавской группы Мазовецкого футбольного союза[8]

## Прочие секции
В составе футбольного клуба «Корона» были секции хоккея на льду, семиборья, лёгкой атлетики (её представителем был Станислав Сосницкий) и велоспорта (Варшавское общество велосипедистов).